# Stiftung Naturschutz Schleswig-Holstein
Die Stiftung Naturschutz Schleswig-Holstein wurde 1978 vom Land Schleswig-Holstein zur Förderung des Naturschutzes durch Flächensicherung gegründet. Sie ist eine Stiftung öffentlichen Rechts mit Sitz in Molfsee bei Kiel.

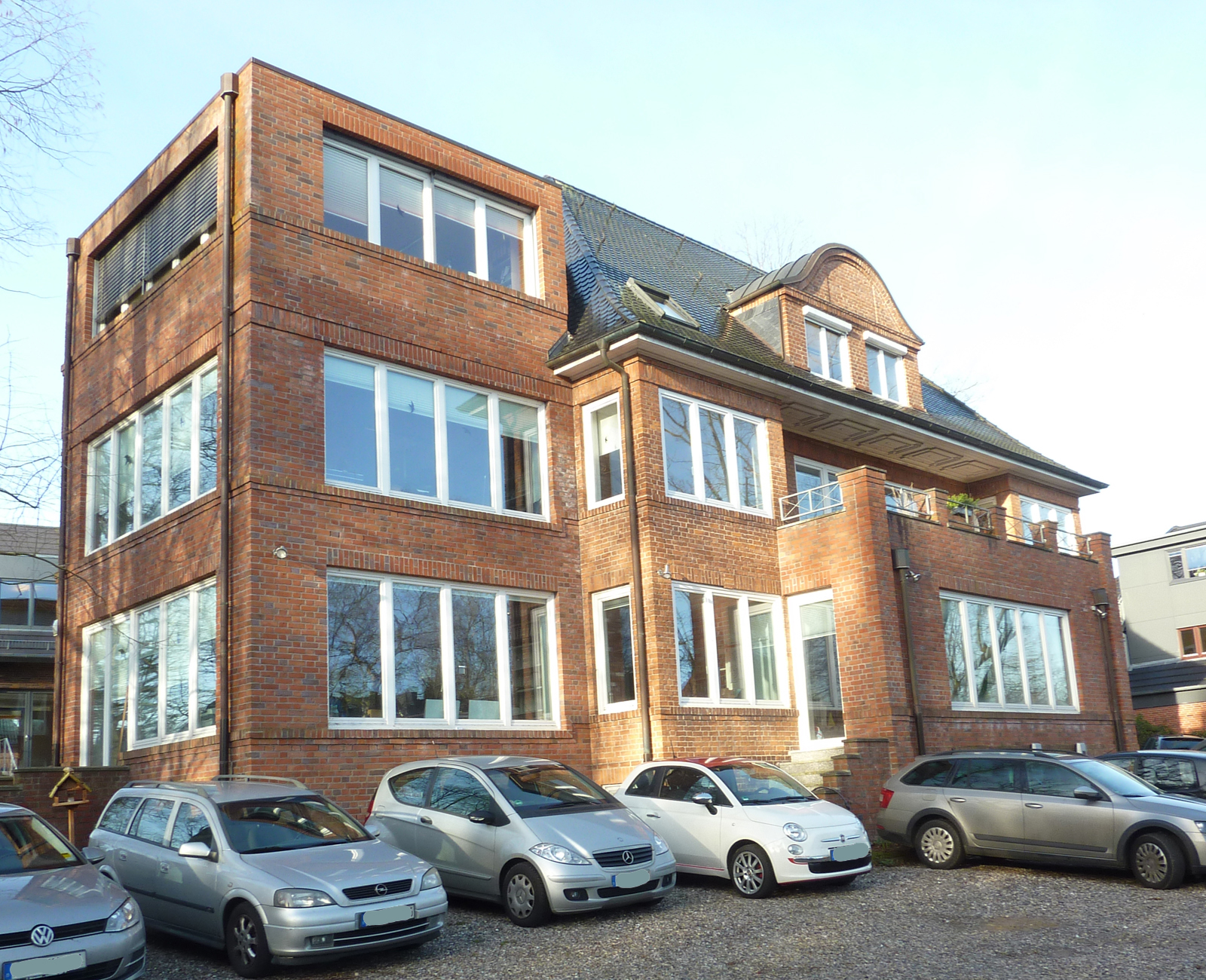
Sitz der Stiftung Naturschutz Schleswig-Holstein in Molfsee

## Aufgaben der Stiftung Naturschutz
Die Stiftung kauft oder pachtet in Schleswig-Holstein land- und forstwirtschaftliche Flächen, um sie für den Natur- und Artenschutz zu sichern, die biologische Vielfalt zu erhöhen und die landschaftliche Schönheit Schleswig-Holsteins zu erhalten. Zunehmend verwaltet die Stiftung auch Naturschutzflächen, die in privatem oder kommunalem Eigentum sind.
1978 begann die Arbeit der Stiftung Naturschutz Schleswig-Holstein auf einer Fläche von etwa zwei Fußballfeldern – heute kümmert sie sich um zwei Prozent der Landesfläche Schleswig-Holsteins (36.000 Hektar).
Die Stiftung investiert beispielsweise in den Klimaschutz, da auf ihren Flächen Moore renaturiert werden. Auch Auenlandschaften sollen wieder in naturnahe Zustände versetzt werden, so beispielsweise Teile der Krückau bei Alveslohe in Kooperation mit regionalen Akteuren. Außerdem hat die Stiftung auf vielen ihrer Flächen halboffene Weidelandschaften, so genannte „Wilde Weiden“, eingerichtet. Auf ihnen betreiben mittlerweile über 1.000 Pächter mit Hilfe von Galloways, Schottischen Hochlandrindern, Exmoor-Ponies und Konik-Wildpferden Landschaftspflege.

## Organisationsstruktur
Ein zweiköpfiger Vorstand leitet die Stiftung Naturschutz. Ute Ojowski ist geschäftsführendes Vorstandsmitglied und leitet die Geschäftsstelle der Stiftung, Juliane Rumpf ist ehrenamtliches Vorstandsmitglied. Das ehrenamtliche Vorstandsmitglied wird aus den Reihen der Ratsmitglieder gewählt.
Im 15-köpfigen Stiftungsrat hat derzeit Katja Günther, Staatssekretärin im Ministerium für Energiewende, Klimaschutz, Umwelt und Natur des Landes Schleswig-Holstein, den Vorsitz inne. Das Ministerium ist die Rechtsaufsichtsbehörde.

## Finanzierung
Die Stiftung finanziert sich aus verschiedenen Quellen. Sie deckt ihre Personal- und Sachkosten aus den Pachteinnahmen ihrer Flächen, den Zinserträgen aus dem Stiftungskapital und Spenden. Bisher stammen Mittel für den Flächenankauf vor allem aus Abgaben und Ausgleichszahlungen. Natur- und Artenschutzprojekte werden mit Hilfe von Finanzmitteln der Europäischen Union, des Bundes oder des Landes Schleswig-Holstein durchgeführt.

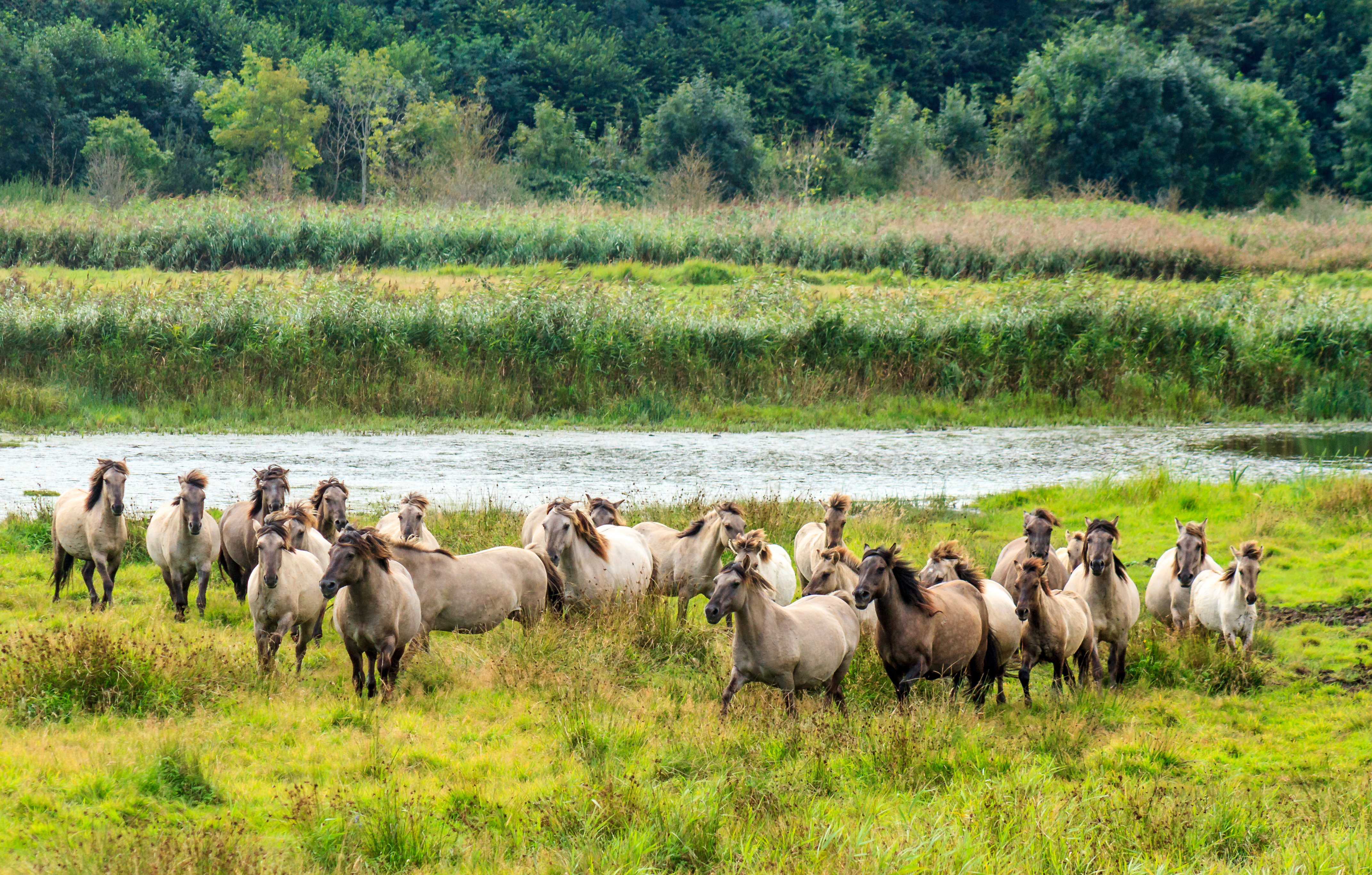
Konik Wildpferde auf einer Wilden Weide im Geltinger Birk
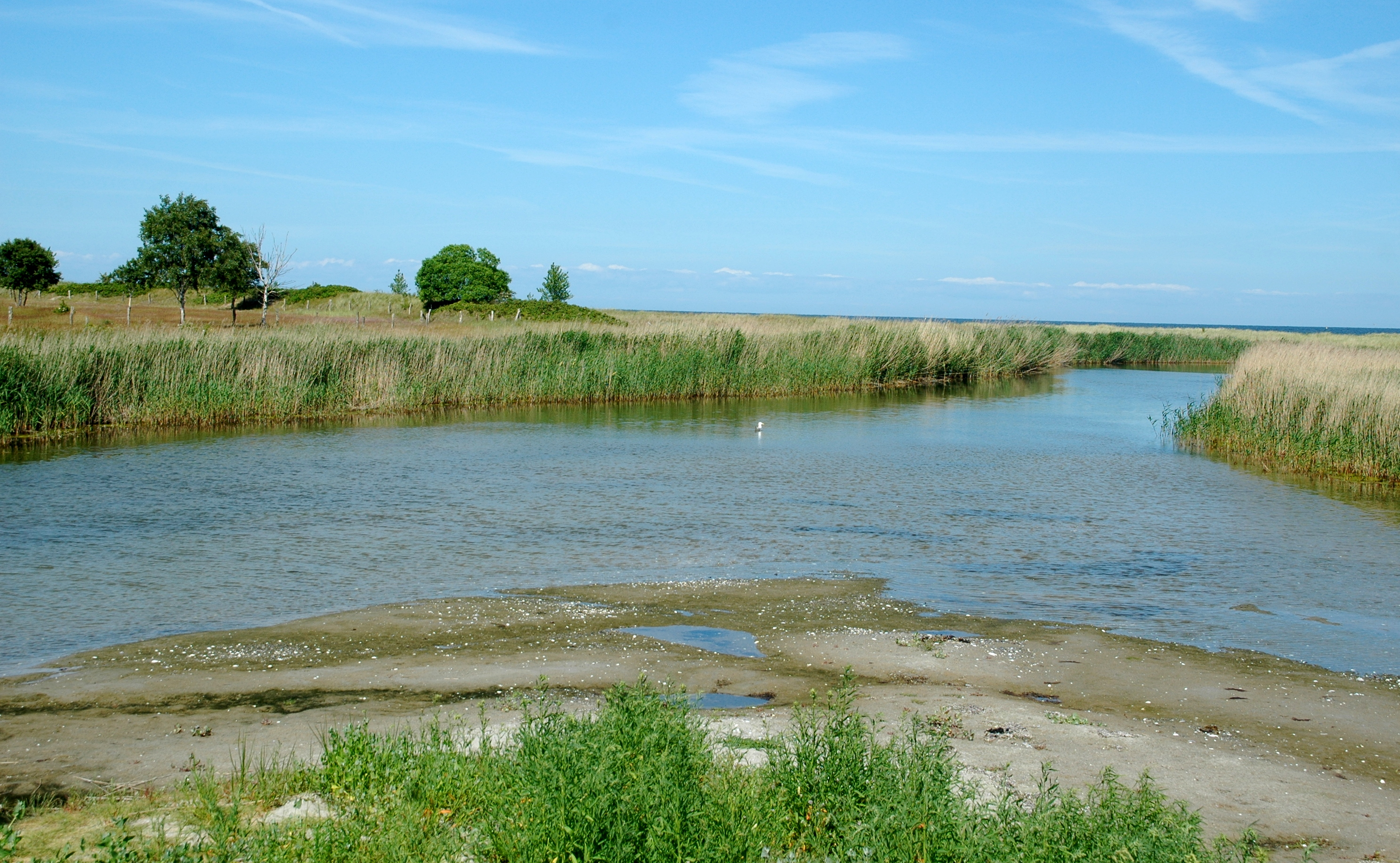
Der Sehlendorfer Binnensee ist Rast- und Brutgebiet für viele Wasservögel
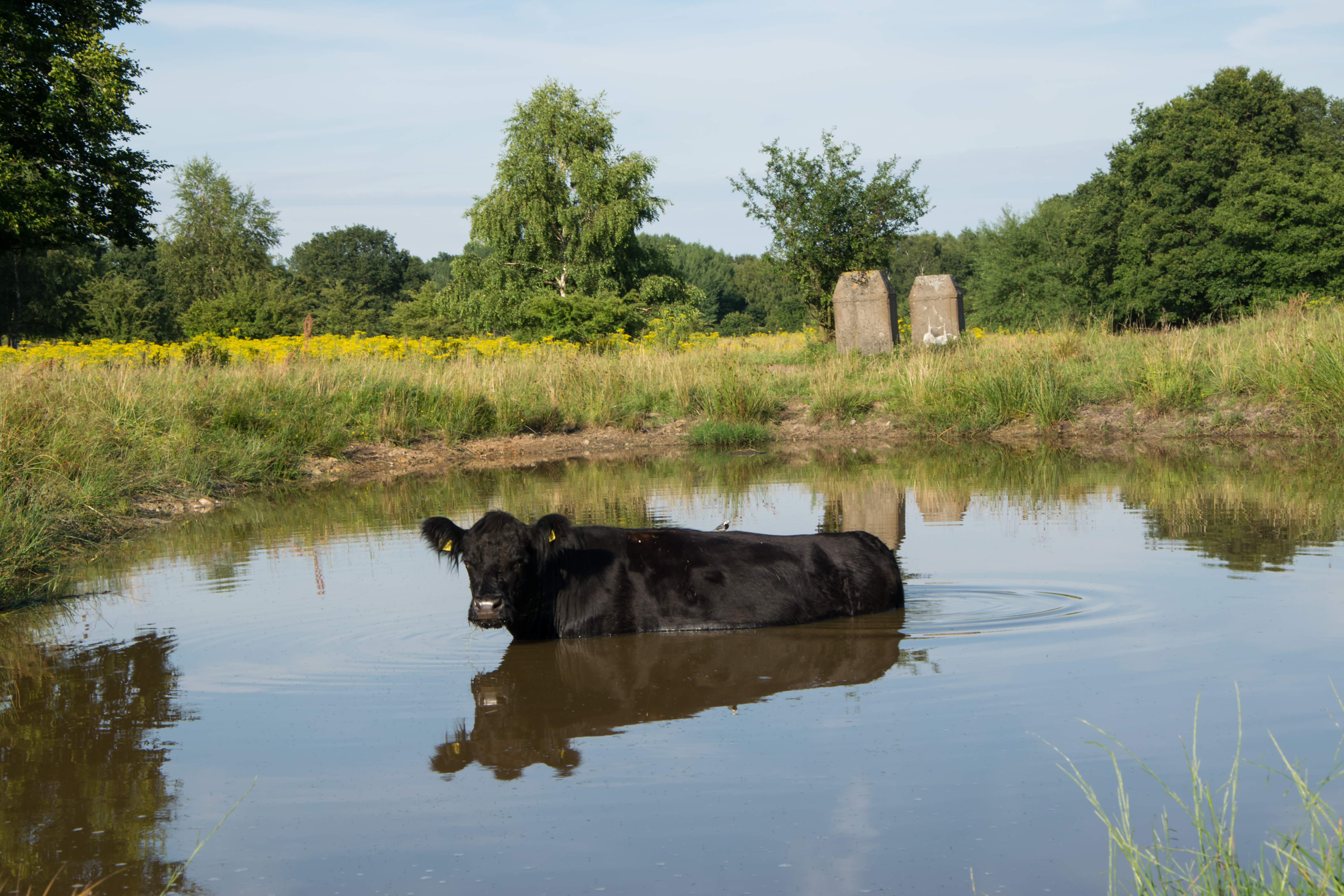
Galloway vor halboffener Weidelandschaft im Höltigbaum
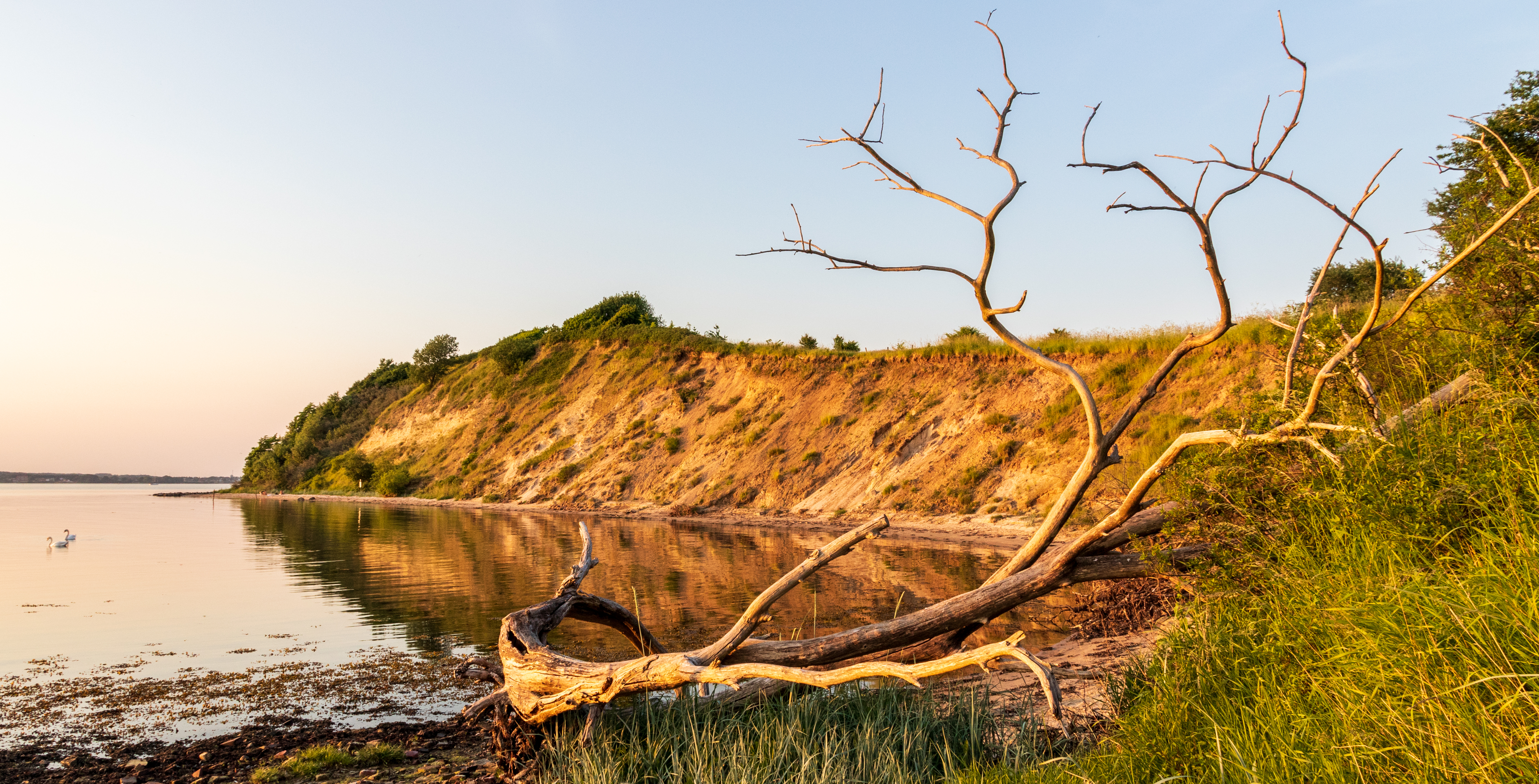
Geschützte Steilküste der Halbinsel Holnis
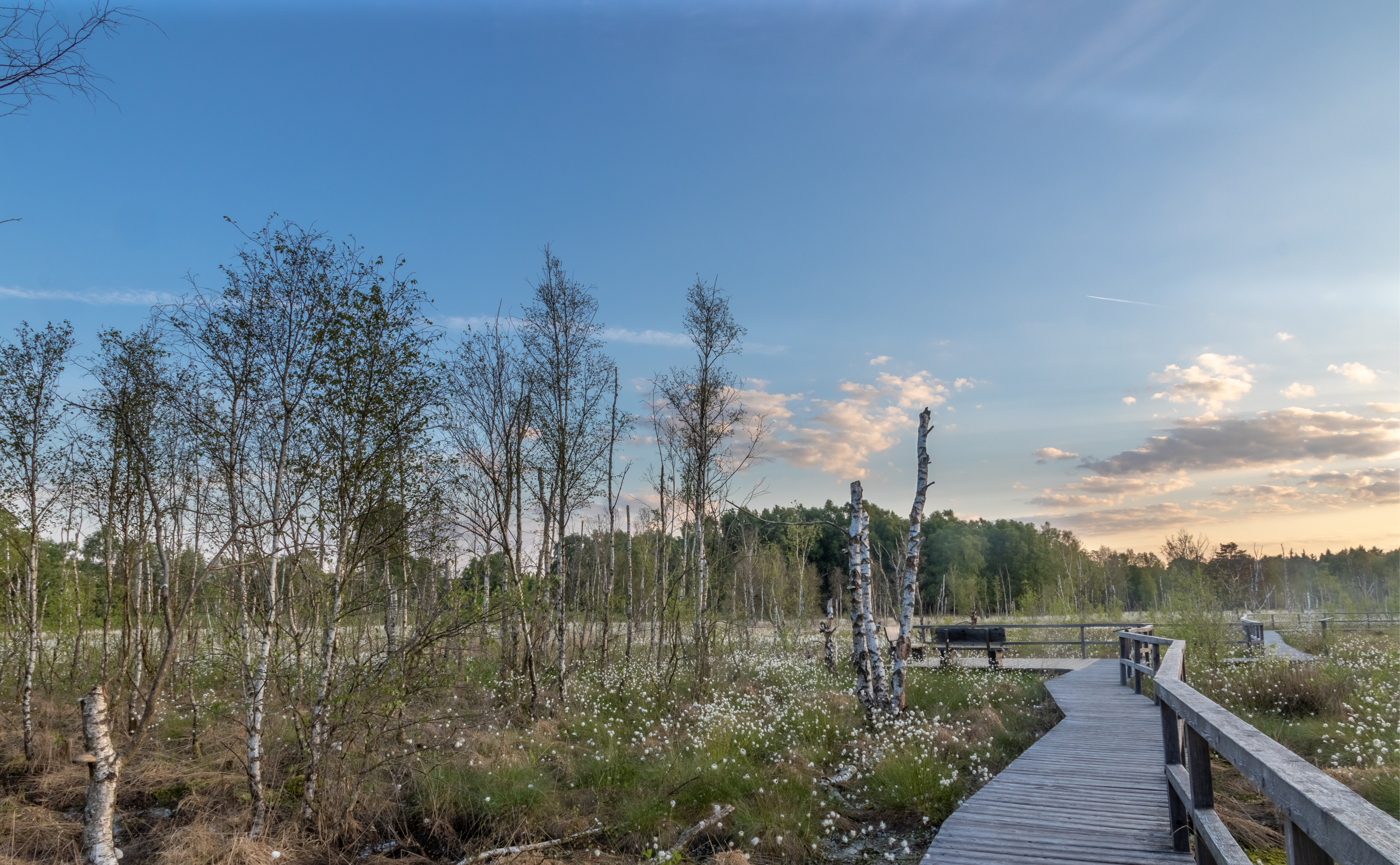
Das Dosenmoor nach erfolgreicher Wiedervernässung
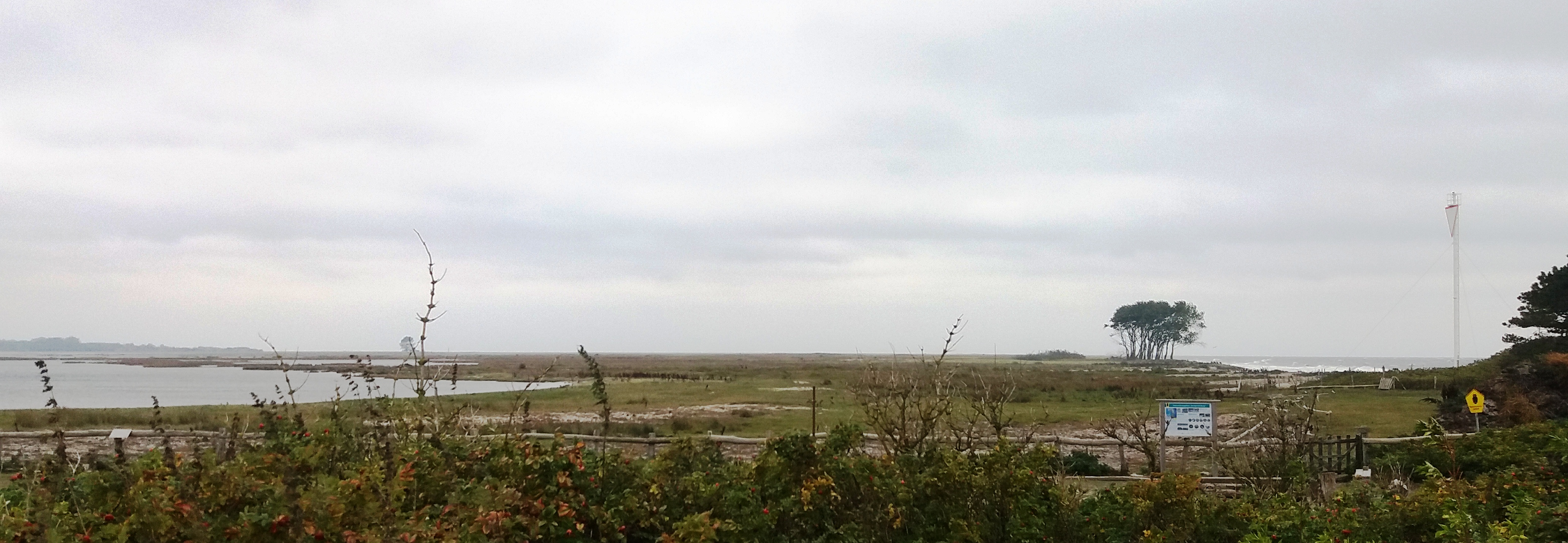
Pappelwäldchen als Seezeichen in Schleimünde